# Carlijn Schoutens
Carlijn Schoutens (* 12. Dezember 1994) ist eine US-amerikanische, ehemals niederländische Eisschnellläuferin.

## Werdegang
Schoutens, die bis 2014 für die Niederlande und seit 2014 für den US-amerikanischen Verband unterwegs ist, debütierte im Dezember 2014 in Berlin im Eisschnelllauf-Weltcup und belegte dabei in der B-Gruppe den 22. Platz über 3000 m. In den Jahren 2015 und 2016 wurde sie US-amerikanische Meisterin über 5000 m und 2017 im kleinen Vierkampf. Im November 2017 erreichte sie in Stavanger mit dem 11. Platz über 5000 m ihre bisher beste Einzelplatzierung im Weltcup. Bei den Olympischen Winterspielen startete 2018 in Pyeongchang gewann sie die Bronzemedaille in der Teamverfolgung. Zudem lief sie dort auf den 22. Platz über 3000 m und auf den 11. Rang über 5000 m.

## Persönliche Bestzeiten
- 500 m      41,33 s (aufgestellt am 17. März 2017 in Calgary)
- 1000 m    1:19,51 min (aufgestellt am 15. Oktober 2017 in Salt Lake City)
- 1500 m    1:59,57 min (aufgestellt am 19. März 2017 in Calgary)
- 3000 m    4:05,54 min (aufgestellt am 10. Dezember 2017 in Salt Lake City)
- 5000 m    7:06,94 min (aufgestellt am 14. Oktober 2017 in Salt Lake City)